# Tillstånd (reglerteknik)
Tillstånd är ett begrepp som är vanligt inom reglertekniken. Ett dynamiskt systems tillstånd är ett antal variabler som beskriver i vilken situation systemet befinner sig i vid en viss tidpunkt.
I mekaniska system är vanliga tillståndsvariabler läge och hastighet.
Tillståndet är ofta en vektor som benämns x(t)
Antalet tillståndsvariabler som krävs för att beskriva ett system varierar. I praktiken behövs oftast oändligt många men med diverse förenklingar kan antalen tillstånd begränsas. Antalet tillstånd är lika med systemets ordning.